# 特別支援教育コーディネーター
特別支援教育コーディネーター(とくべつしえんコーディネーター)は、障害児の特別支援をするための教育機関や医療機関への連携、その者の関係者(家族など)への相談窓口を行う専門職を担う教員のこと。

## 概要
特別支援教育コーディネーターは、2003年に文部科学省の「今後の特別支援教育の在り方について（最終報告）」において、特殊教育から特別支援教育への転換の必要性が示される中、学校園内や地域における特別支援教育推進の中核として位置づけられた。その役割として、校内・校外の関係者や関係機関との連絡調整、保護者との相談の窓口、担任への支援、巡回相談や専門家チームとの連携、校内委員会での推進役等が挙げられている。
また、特別支援学校では地域の特別支援教育に関する相談のセンター的機能を推進する役割が期待され、各教員の専門性や施設・設備を活かし、学級経営や個別支援等に関するコンサルテーションや校内の組織作りに関する助言等の役割も担う。
今後は、幼稚園や高等学校等での支援体制の充実や、特別支援教育コーディネーターを担う人材の確保、多様な障害に対応する専門性の向上等が求められている。

## 役割
- 生徒への生活支援
- 教育関係との連携
- 訪問相談や他の専門家との連携
- 発達障害児の保護者と学級担任への相談窓口
- 発達障害に関する委員会での推進